# Priscilla Jana
Devikarani Priscilla Jana (* 5. Dezember 1943 in Westville, Natal; † 10. Oktober 2020 in Pretoria) war eine südafrikanische Menschenrechtsanwältin indischer Herkunft. Sie vertrat viele bedeutende Persönlichkeiten der Anti-Apartheid-Bewegung, darunter den späteren südafrikanischen Präsidenten Nelson Mandela, ferner Winnie Madikizela-Mandela, Steve Biko und Erzbischof Desmond Tutu. Während der Anti-Apartheid-Bewegung war sie Mitglied des African National Congress (ANC) und trug sowohl mit juristischen Mitteln als auch in der Untergrundbewegung zur Beendigung der Apartheid bei.
Als Südafrika 1994 zur Demokratie zurückkehrte, wurde sie Parlamentsabgeordnete mit ANC-Mandat. Sie war auch Botschafterin der südafrikanischen Regierung in den Niederlanden und in Irland.

## Frühe Lebensjahre
Devikarani Priscilla Sewpal wurde am 5. Dezember 1943 in Westville, Provinz Natal (heute KwaZulu-Natal) in der Nähe der Hafenstadt Durban geboren. Sie war das zweite unter drei Kindern von Hansrani Sewpal und Hansraj Sewpal. Janas Eltern waren indische Einwanderer der Mittelklasse, ihr Vater war Gymnasiallehrer. Sie besuchte erstmals die Pietermaritzburg Girls’ High School, wo sie 1958 einen Streik zur Unterstützung hungernder Kartoffelbauern organisiert haben soll. Sie begann ihre Highschool 1960 in Durban und ging mit einem Stipendium der indischen Regierung nach Indien, um am Sophia College for Women beim Breach Candy Hospital in Bombay (heute Mumbai) Medizin zu studieren. Zurück in Südafrika erwarb sie 1974 einen Bachelor of Laws an der University of South Africa (UNISA), entgegen den anfänglichen Wünschen ihrer Eltern, die wollten, dass sie Ärztin wird.
Sie wuchs in einem gesellschaftlich gespaltenen Südafrika auf, zu einer Zeit, als Nachbarschaften, Schulen und alle öffentlichen Einrichtungen nach rassistischen Mustern getrennt organisiert waren. In ihrem Memoirenbuch Fighting for Mandela erinnert sie sich im Alter von 26 Jahren an ein Treffen mit dem südafrikanischen Anti-Apartheid-Aktivisten Steve Biko, das dazu beigetragen hatte, den Begriff der Identität in ihren Gedanken zu festigen. Sie fährt fort, dass dieses Treffen ihr klargemacht habe, dass man „nicht afrikanisch sein muss, um sich selbst als Schwarz zu bezeichnen“. Diese Vorstellung und Erkenntnis half ihr, Solidarität in einer Gruppe zu finden. Sie schrieb: „Ich hatte Solidarität gefunden. Endlich wusste ich, wo ich hingehörte“.

## Werdegang

### Frühe Jahre
Nach ihrem Abschluss im Jahr 1974 trat sie in die Anwaltskanzlei von Ismail Ayob ein, einem Anwalt indischer Abstammung. Zu den Klienten der Kanzlei gehörten viele Mitglieder der Anti-Apartheid-Bewegung, darunter Nelson Mandela. 1977 unternahm sie ihre erste von vielen Reisen nach Robben Island, um Mandela zu treffen. Sie schrieb später: „Einmal habe ich jeden politischen Gefangenen auf Robben Island vertreten.“
Jana besuchte Mandela 1977 auf Robben Island als Anwältin, die seine Unterschriften benötigte, und war die erste Frau, die Mandela in 13 Jahren Gefangenschaft umarmte. Es wird angemerkt, dass Mandelas Frau Winnie Madikizela-Mandela ihn zu diesem Zeitpunkt nur durch eine Glasscheibe sehen konnte. Während dieser Zeit wurde Jana Mandelas persönliche Anwältin, die verschlüsselte Nachrichten der ANC-Organisation an Mandela weitergab und sie mit ihren Scherzaktionen maskierte.
Als Sachbearbeiterin vertrat sie die Mitglieder des Repräsentantenrates der Soweto-Studenten gegen staatliche Brutalität als Folge des Soweto-Aufstands von 1976.
In einem ihrer hochkarätigen Fälle aus dieser Zeit verteidigte sie einen 22-jährigen Aktivisten und Umkhonto-Mitglied, Solomon Mahlangu, der schließlich nach dem Terrorismusgesetz wegen Mordes an zwei Weißen verurteilt zum Tode verurteilt und gehängt wurde. Der Fall hatte zu globaler Empörung geführt. Jana war eine der letzten Unterstützer, die Mahlangu in der Nacht vor dessen Hinrichtung gesehen hatte, und kam mit einer Botschaft zurück, um den Kampf für die Freiheit fortzusetzen.
1979 eröffnete Jana ihre eigene Anwaltskanzlei mit Schwerpunkt auf Bürgerrechte und Menschenrechtsfällen. Sehr bald im Jahr 1980 wurde ihr jedoch eine Verbotsanordnung nach dem Gesetz zur Unterdrückung des Kommunismus von 1950 für fünf Jahre ausgehändigt, die ihr eine Ausgangssperre über Nacht auferlegte und sie daran hinderte, Personen zu treffen sowie ihre öffentlichen Reden einschränkte.

### Anti-Apartheid-Aktivitäten
Während ihrer Karriere vertrat sie viele Führer der Anti-Apartheid-Bewegung, darunter den südafrikanischen Präsidenten Nelson Mandela, Winnie Madikizela-Mandela, Steve Biko, Walter Sisulu, Erzbischof Desmond Tutu, Solomon Mahlangu, Ebrahim Ebrahim, Ahmed Kathrada und Govan Mbeki.
Sie begann damit, Nelson Mandela und Winnie Madikizela-Mandela Mitte der 1970er Jahre als ihre Anwälte zu vertreten. Sie hatte das Paar kennengelernt, als Mandela im Gefängnis von Robben Island inhaftiert war. Dies war ungefähr zur gleichen Zeit, als Madikizela-Mandela festgenommen und in Einzelhaft gehalten worden war, bevor sie in eine getrennte schwarze Gemeinde im Oranje-Freistaat verbannt wurde. Rassistisch wirkende Gesetze der damaligen Zeit bedeuteten, dass Jana als Person indischer Herkunft nicht über Nacht außerhalb der eigenen Wohnung bleiben durfte, wenn sie ihre Klienten besuchte. Sie blieb weiterhin mit Madikizela-Mandela verbunden, als sie aus Brandfort entlassen wurde, und begann radikale, jüngere Demonstranten anzusprechen, die radikalere Formen des Protests annahmen, um Behörden herauszufordern.
Gleichzeitig erhob sie Einspruch, als Madikizela-Mandela wegen Entführung eines Jungen, Stompie Moeketsi, zu einer Gefängnisstrafe verurteilt wurde. Sie stellte fest, dass diese Aktion dazu geführt hatte, dass die Anti-Apartheid-Bewegung in diese Angelegenheit hineingezogen und dabei getrübt wurde. Sie fuhr fort, diesen Einwand bei Mandela zu erheben, als er aus dem Gefängnis entlassen wurde. Sie drückte auch ihre eigene radikale Seite aus, als sie Mandela beschuldigte, seinen ehemaligen Gegnern nach ihrer Entlassung aus dem Gefängnis vergeben zu haben.
Sie wurde Mitte der 1980er Jahre von staatlichen Agenten angegriffen. Ihr Haus wurde dabei bombardiert, die Autoreifen wurden aufgeschlitzt und Jana wurde schließlich verhaftet. Später nahm sie das Baby eines Klienten auf, als der Aktivist Popo Molefe es verzweifelt zurückließ. Viele Jahre später, im Jahr 2001, adoptierte sie das Kind namens Albertina offiziell.
Sie war auch kurzzeitig Teil des Black Consciousness Movement, das sich gegen Bewegungen zur Gewährleistung einer demographisch diversen Mitgliedschaft im ANC aussprach. In einem hochkarätigen Fall war sie Teil der Bemühungen zur Beweisführung gegen zwei Ärzte, die den 1977 im Polizeigewahrsam zu Tode gekommenen Anti-Apartheid-Aktivisten Steve Biko versorgt und unangemessen behandelt haben sollen. In dem Fall wurden die beiden Ärzte 1985 für schuldig befunden.
In dieser Zeit war sie Teil einer kollektiven Aktionsgruppe, die landesweit mit rechtlichen Mitteln gegen Bürger- und Menschenrechtsfälle kämpften, um die Apartheid zu beenden und die Demokratie einzuführen. Zu einer Zeit, als die meisten Aktivisten ihre Rolle innerhalb des Rechtsrahmens sahen, wechselte sie oft in die Rolle einer radikalen Aktivistin. Es wird erwähnt, dass sie, während sie als Anwältin in Menschenrechtsfällen arbeitete, nachts mit Untergrundaktivisten an gewalttätigeren Mitteln zur Bekämpfung der Apartheid arbeitete. Sie soll im Auftrag eines untergetauchten Klienten AK-47-Gewehre im Kofferraum ihres Autos aus Soweto mitgenommen haben, um die Beschlagnahme dieser Waffen zu verhindern.

### Spätere Jahre
Nachdem Südafrika zu einer Demokratie übergegangen war und der Afrikanische Nationalkongress (ANC) 1994 die Macht durch die Wahl erlangt hatte, trat Jana dem ANC bei und war zwischen 1994 und 1999 Abgeordnete. Sie war auch Mitglied der South African Law Commission und Mitglied des Presidential Advisory Committee. Sie war Mitglied des Justizausschusses, der für die Einführung der Wahrheits- und Versöhnungskommission verantwortlich war.
Sie diente auch als südafrikanische Botschafterin in den Niederlanden und in Irland und war damit neun Jahre lang Diplomatin. Jana übernahm 2017 die Funktion als stellvertretende Vorsitzende der Südafrikanischen Menschenrechtskommission (SAHRC).
Sie erhielt 2017 einen Lifetime Achievement Award der Woza Awards, eine Auszeichnung für ihr Lebenswerk, mit der Frauen in der Juristenschaft benannt und gewürdigt werden sollen.

## Persönliches Leben
Jana (damals Sewpal) lernte ihren Ehemann Reg Jana kennen, der damals als südafrikanischer Student in Indien studierte, als sie Medizin am Sophia College für Frauen in Bombay studierte. Ihre Ehe endete 1989 mit der Scheidung, sie behielt jedoch den Nachnamen. Sie war danach mit dem Rechtsanwalt Reagan Jacobus verheiratet, wobei diese Ehe Mitte der 1990er Jahre ebenfalls durch Scheidung endete. Im Jahr 2001 adoptierte sie ihre Pflegetochter Albertina Jana Molefe, die Tochter eines Aktivistenklienten, und den Sohn ihres Bruders, Shivesh Sewpal.
Jana starb am 10. Oktober 2020 in einem Pflegeheim in Pretoria im Alter von 76 Jahren. Die Todesursache wurde nicht angegeben. Sie hinterließ Tochter Alberta Jana Molefe und Sohn Shivesh Sewpal. In einer Erklärung teilte der Afrikanische Nationalkongress, der auf ihre Opfer für die Anti-Apartheid-Befreiungsbewegung aufmerksam machte, mit: „zu einer Zeit, als sie sich hätte entscheiden können, selbstsüchtig persönlichen Reichtum und materiellen Fortschritt zu verfolgen. Stattdessen verstand sie ihre Karriere als Berufung , um den Menschen in Südafrika zu dienen, insbesondere den Armen und Ohnmächtigen.“